# Movimiento de liberación LGBT
El movimiento de liberación LGBT o movimiento por una libre orientación sexual se refiere a un movimiento social en el cual se lucha por la causa de  los derechos de las personas que tienen una orientación sexual distinta a la heterosexual. La comunidad LGBT comenzó formalmente en el año 1969 en la ciudad de Nueva York, con la marcha que se dio después de los llamados disturbios de Stonewall, aunque varias organizaciones y activistas habían dado los primeros pasos del movimiento LGBT ya desde finales del siglo XIX, reivindicando derechos para los homosexuales. El movimiento de liberación LGBT tiene por objetivos el matrimonio entre personas del mismo sexo, la adopción, la despenalización de la homosexualidad en los diversos países del mundo, etc.

## Estados Unidos

### Stonewall
Los disturbios ocurridos en el barrio de Greenwich Village el 28 de junio de 1969, dieron origen a que se organizara la marcha por el orgullo gay la fecha de su aniversario, en principio en Nueva York y posteriormente en muchas ciudades del mundo.
Stonewall es el nombre de un bar gay el cual se produjo una redada policial que terminó en enfrentamientos y marchas. Tal evento se considera trascendente en la historia del movimiento gay, y aunque no era la primera vez que los homosexuales se opusieron de forma violenta a los abusos de las autoridades, la respuesta de la comunidad gay fue diferente. Los resultados más importantes de este motín vinieron posteriormente y de forma pacífica porque fue el catalizador que consiguió que las personas del colectivo LGBT se organizaran de forma generalizada para exigir sus derechos y luchar contra la discriminación y los abusos.

### Nuevo activismo
Los disturbios de Stonewall inspiraron la formación de nuevas organizaciones reivindicativas y un activismo más radical. En Estados Unidos operaba la Mattachine Society desde la década de 1950, pero sus actuaciones, al igual que las de otras organizaciones homófilas en Europa, resultaron demasiado tímidas para aquellos que habían presenciado los disturbios o a aquellos a los que se habían iniciado en el activismo por ellos. Esta insatisfacción quedó patente en sus reuniones y provocó escenas como la que se produjo cuando uno de los dirigentes de la Mattachine sugirió una manifestación de vigilia a la luz de las velas «amistosa y dulce», entonces un hombre entre el público se indignó y espetó: «¡Dulce! ¡Una mierda! Ese es el papel que la sociedad obliga a desempeñar a estas reinas.»

#### Gay Liberation Front
El Gay Liberation Front (Frente de liberación gay, GLF) se creó poco después, con un panfleto que anunciaba: «¿Cree que los homosexuales están amotinados? ¡Puede apostar su lindo culo a que lo estamos! », siendo la primera organización gay que empleaba la palabra "gay" en su nombre. Las organizaciones que habían existido anteriormente como la Mattachine Society, las Daughters of Bilitis y otros grupos homófilos habían camuflado sus objetivos, eligiendo intencionadamente nombres ambiguos.
El auge de la militancia nueva fue evidente para Frank Kameny y Barbara Gittings (que habían trabajado en organizaciones homófilas durante años y cuya actividad había sido muy pública), cuando asistieron a una reunión de la GLF para echarle una ojeada al nuevo grupo. Un joven miembro de la GLF exigió saber quiénes eran y cuáles eran sus credenciales. Gittings, sorprendida, tartamudeó, «Soy homosexual. Por eso estoy aquí.» La GLF emuló las técnicas de los manifestantes negros y contra la guerra del Vietnam, alineándose con ellos y con su ideal de que podían trabajar para reestructurar la sociedad estadounidense. Se sumaron a las acciones de los Black Panthers, fueron hasta la prisión de Nueva York en apoyo de Afeni Shakur y de otras causas de la Nueva Izquierda. 
Seis meses después de los disturbios de Stonewall se fundó un periódico llamado Gay, de distribución en la ciudad de Nueva York. Los activistas gais lo consideraron necesario porque la publicación más liberal de la ciudad en el momento, The Village Voice, se negaba a imprimir la palabra «gay» en los anuncios del GLF que buscaban nuevos miembros y voluntarios. Se fundaron otros dos periódicos en un periodo de seis semanas: Come Out! y Gay Power, el número de lectores de estos tres periódicos combinados llegó hasta los 20.000 y 25.000.
Los miembros del GLF organizaron varios bailes para parejas del mismo sexo. Cuando Bob Kohler pidió ropa y dinero para ayudar a los jóvenes sin techo que habían participado en los disturbios (muchos de los cuales dormían en Christopher Park o Sheridon Square a la intemperie), la respuesta fue un debate sobre el declive del capitalismo. A los cuatro meses de haberse creado el grupo se disolvió cuando sus miembros fueron incapaces de llegar a un acuerdo sobre los procedimientos operativos a seguir.

#### Gay Activists Alliance
A finales de diciembre de 1969 varios de los asistentes a las reuniones del GLF y que las habían abandonado llenos de frustración, crearon la Gay Activists Alliance (Alianza de activistas gais, GAA). La GAA se concentraría por completo en los asuntos gais e iba a actuar de forma más metódica. Su carta constitucional comenzaba diciendo: «Nosotros como activistas homosexuales liberados exigimos la libertad para expresar nuestra dignidad y valor como seres humanos.» La GAA desarrolló y perfeccionó una táctica de confrontación que denominaron Zap, que consistía en tomar por sorpresa a un político durante un acto de relaciones públicas y le obligaban a tratar el tema de los derechos de gais y lesbianas. Se zapeó a muchos concejales de la ciudad, incluyendo al alcalde John Lindsey en varias ocasiones (una de ellas en televisión, estando el público compuesto en su mayoría por miembros de la GAA).
Las redadas en bares gais no se detuvieron después de los disturbios de Stonewall. En marzo de 1970, el inspector Seymour Pine realizó una redada en el Zodiac y en el 17 Barrow Street. Un bar after-hours gay sin licencia para servir licores y de pequeño aforo, llamado The Snake Pit, también sufrió una redada poco después, siendo detenidas 167 personas. Una de ellas, de nacionalidad argentina, se asustó tanto ante la posibilidad de ser deportado por homosexual, que intentó escapar del precinto policial saltando por una ventana desde un segundo piso, quedando su cuerpo atravesado por unas puntas de 36 cm que había en una valla. Su cuerpo ensartado apareció de forma muy gráfica en la portada de The New York Daily News. Los miembros de la GAA organizaron una manifestación desde Christopher Park hasta la comisaría sexta, en la que cientos de gais, lesbianas y simpatizantes liberales se enfrentaban pacíficamente a la TPF. También patrocinaron una campaña de envío de cartas al alcalde Lindsay en las que el congresista demócrata del Greenwich Village, Ed Koch, rogaba que se terminaran las redadas en bares gais de la ciudad.

### Orgullo gay
El primer aniversario de los disturbios de Stonewall se celebró como el día de la liberación de Christopher Street el 28 de junio de 1970, haciendo una reunión en Christopher Street y la primera marcha del orgullo gay de la historia, que recorrió 51 manzanas hasta Central Park. La marcha necesitó menos de la mitad del tiempo previsto debido al brío de los participantes, pero también por la cautela que había a la hora de andar por la ciudad con signos y pancartas gais. Aunque el permiso para la marcha se envió solo dos horas antes del inicio de la misma, los manifestantes encontraron escasa contestación por parte de los espectadores. The New York Times informó (en su portada) que los manifestantes ocupaban toda la calle a lo largo de 15 manzanas. The Village Voice informó positivamente de la marcha, describiendo «la resistencia frontal que nació de la redada policial en el Stonewall Inn un año antes».

Hubo poca animosidad explícita, y algunos viandantes aplaudieron cuando una chica guapa y alta pasó llevando un cartel que ponía "Soy Lesbiana".
Cobertura del The New York Times del día de liberación gay, 1970.

Se realizaron marchas simultáneas en Los Ángeles y Chicago. Al año siguiente se realizaron marchas del orgullo gay en Boston, Dallas, Milwaukee, Londres, París, Berlín Oeste y Estocolmo. En 1972 las ciudades participantes ya incluían a Atlanta, Buffalo, Detroit, Washington D. C., Miami y Filadelfia.
Frank Kameny se dio cuenta pronto del cambio fundamental causado por los disturbios de Stonewall. Al haber sido un organizador del activismo gay desde la década de 1950, estaba acostumbrado a usar la persuasión, a intentar convencer a los heterosexuales de que las personas homosexuales no eran diferentes a ellos. Cuando marchaba junto a otras personas delante de la Casa Blanca, el Departamento de Estado o el Independence Hall, tan solo cinco años antes, su objetivo era tener el mismo aspecto de los trabajadores del gobierno de los Estados Unidos. Junto a Kameny marchaban diez personas entonces, y no avisaron a la prensa de sus intenciones. Aunque se había sorprendido por la exaltación de los participantes del Recordatorio Anual de 1969, más tarde dijo: «Para cuando lo de Stonewall teníamos de cincuenta a sesenta grupos gais en el país. Un año más tarde había por lo menos mil quinientos. Dos años después, en la medida en que se podían contar, eran unos dos mil quinientos.»
Randy Wicker describió con vergüenza su oposición a este cambio de actitudes tras los disturbios, de manera parecida al arrepentimiento de Kameny, «como uno de los grandes errores de su vida.» La imagen de gais tomándose la revancha contra la policía, tras tantos años de permitir tales comportamientos sin luchar, «desataron un espíritu inesperado entre los homosexuales.» Kay Lahusen, que había fotografiado las marchas de 1965, dijo que «Hasta 1969 este movimiento se llamaba de manera general el movimiento homosexual u homófilo... Muchos activistas nuevos consideran la revuelta de Stonewall como el nacimiento del movimiento de liberación gay. Desde luego fue el nacimiento del orgullo gay a escala masiva.»

## Alemania

### El movimiento de liberación LGBTQ
En Alemania, las condenas por homosexualidad, el §175, comenzaron a disminuir a partir de 1959 ligeramente. Una liberalización de la sociedad, pero sobre todo informes científicos, como los de Kinsey (1949), Griffin (1956) o Wolfenden (1957), influyeron en el pensamiento jurídico. A partir de mediados de la década de 1960, comenzó a discutirse públicamente la reforma del §175 y en 1967 el por entonces ministro de justicia, el socialista Gustav Heinemann, recomendó su eliminación. Finalmente, el artículo 175 se eliminó el 9 de mayo de 1969, bajo un gobierno de coalición cristiano demócrata (CDU/CSU) y social demócrata (SPD). Las relaciones sexuales voluntarias entre hombres adultos dejaron de ser delito; por primera vez en casi 100 años, la homosexualidad era legal, aunque solo fuera a partir de los 21 años.
Con los movimientos estudiantiles de fondo, que venían actuando en Alemania desde principios de la década de 1960, y con la aparición de la píldora anticonceptiva, comenzaron a aparecer grupos estudiantiles feministas, que luchaban contra las estructuras patriarcales de la sociedad. También en 1969, se inició el movimiento de liberación homosexual mundial con los Disturbios de Stonewall. En ese ambiente se creó en diciembre de 1970 el primer grupo de autoayuda en Bochum, que en febrero de 1971 se convirtió en la primera asociación gay estudiantil, con el nombre de Homosexuelle Aktionsgruppe Bochum (HAB). En abril de ese año se creó la Homosexuelle Studentengruppe Münster.

#### Nicht der Homosexuelle ist pervers, sondern die Situation, in der er lebt: el movimiento de izquierdas

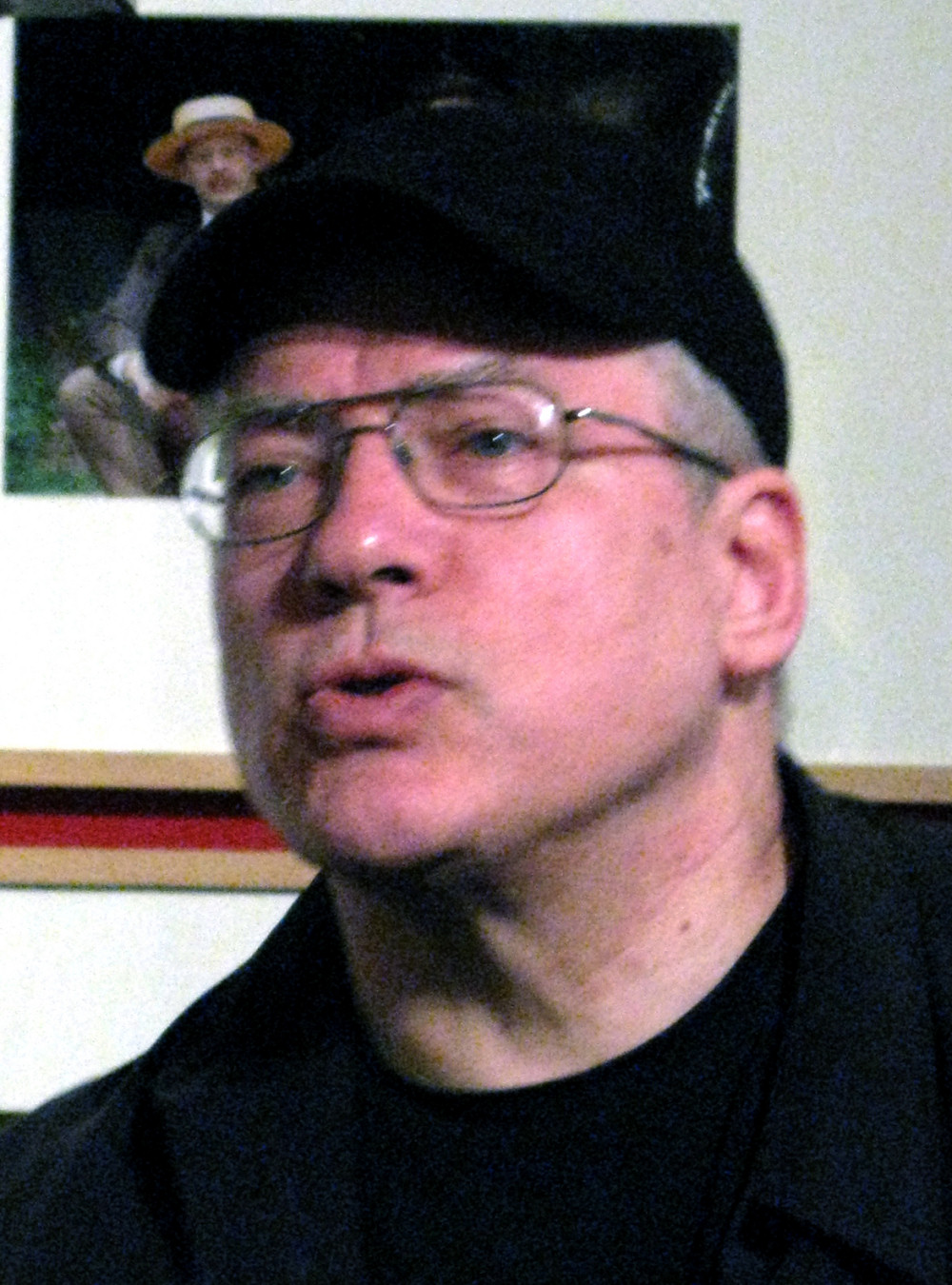
Rosa von Praunheim en 2008.

En 1971 se estrenó Nicht der Homosexuelle ist pervers, sondern die Situation, in der er lebt («No es perverso el homosexual, sino la situación en la que vive»), una película experimental de Rosa von Praunheim. La peĺícula fue un escándalo y convirtió a Rosa von Praunheim en el homosexual más famoso de Alemania. Pero su importancia reside en que fue la chispa inicial del movimiento de liberación gay alemán. Según se iba estrenando la película en las diferentes ciudades alemanas, en las mismas salas de cine, se formaban discusiones y coloquios, que finalmente desembocaron en organizaciones como Homosexuelle Aktion Westberlin (HAW; Acción de los homosexuales, Berlín Occidental; 1971), Rote Zelle Schwul (ROTZSCHWUL; Célula roja marica) en Frácfort, Homosexuelle Aktionsgruppe (HAS; Grupo de acción homosexual) en Saarbrücken, gay liberation front (glf-Köln; Frente de liberación gay) en Colonia, que se basaba en modelos americanos, y Homosexuelle Aktions Gruppe (HAG; Grupo de acción homosexual) en Múnich, que más Homosexuelle Aktion München (HAM). En 1972 ya había grupos gais además en Wurzburgo, Gotinga, Braunschweig, Stuttgart y Düsseldorf y se había creado la federación Deutsche Aktionsgemeinschaft Homosexualität (DAH; Comunidad de acción homosexualidad alemana). A partir de 1972 se crearon encuentros nacionales anuales, los Pfingsttreffen. Durante el primero, realizado en Münster, se llevó a cabo la primera manifestación del orgullo gay.
Los participantes provenían en su mayoría del ambiente estudiantil y tomaron como ejemplo el incipiente movimiento de liberación gay estadounidense, a través de la influencia de Rosa von Praunheim, Volker Eschke, que se convertiría en una de las figuras principales del movimiento, y el estudiante estadounidense Jim Steakley. El primero objetivo fue naturalmente la eliminación del artículo 175, pero también se trataron otros temas concretos como la discriminación en el trabajo. Es importante notar que el empleo de la palabra «homosexual», y a menudo de la palabra schwul, «maricón», para autodefinirse, era consciente para distinguirse del movimiento homófilo, que consideraban pretendía ocultar y avergonzarse de su sexualidad. Donde el movimiento homófilo era más bien conservador e intentaba conseguir la aceptación social, el movimiento de liberación gay era de izquierdas, revolucionario, anticapitalista y empleaba a menudo la provocación y el enfrentamiento para conseguir sus objetivos. Ambos movimientos luchaban contra la subcultura homosexual en la que se habían refugiado muchos homosexuales víctimas de la discriminación, en el caso del movimiento de liberación por considerarla una forma de opresión. Estas diferencias desembocaron en un enfrentamiento durante la manifestación de 1973 de Berlín, realizada tras el Pfingsttreffen de ese año, fue el comienzo del llamado Tuntenstreit (controversia de las mariquitas), una disputa sobre si el hombre afeminado, llamado Tunte, «la mariquita», era la vanguardia del movimiento revolucionario homosexual en la sociedad, puesto que no podía ocultar su condición.
El movimiento se disolvió, al igual que había hecho el movimiento estudiantil anterior, en disputas teóricas internas que dividían a los movimientos de izquierdas de la época y la última reunión del DAH fue en Año Nuevo de 1973. El HAW se disolvió en 1974 (oficialmente en 1977), aunque su centro de información, el SchwulenZentrum o SchwuZ, continuó su actividad. A pesar del fracaso de los movimientos de liberación gais de izquierda, el movimiento LGBT continuó su actividad. En 1976 había unos 60 grupos, que comenzaron a diversificarse y a extenderse por ciudades menores, como Emden, Lüneburg o Salzgitter. En 1979 se realizaron las primeras marchas del orgullo gay en Bremen, Berlín Occidental y Stuttgart, que desde el principio llevan una polémica sobre el carácter comercial de muchas de las carrozas.

#### Homolulu
Sin embargo, el punto culminante del movimiento de emancipación gay alemán lo representa Homolulu, una especie de «Woodstock gay» que se realizó en julio de 1979 en Fráncfort. El acontecimiento, que reunió gais de toda Alemania, consistía en una semana de espectáculos, grupos de trabajo, cursos, un periódico diario, ruidosas fiestas y una gran manifestación multicolor por las calles de Fráncfort, que salió incluso en las noticias de televisión nacionales.

### Movimiento posterior
Hacia 1981 comenzó un cambio de generación en el movimiento. Durante esta década los grupos LGBT lucharon sobre todo contra la discriminación, siguiendo los ejemplos del movimiento de EE. UU. y de los Países Bajos. De Norteamérica se tomaron las formas de lucha política y manifestación: las marchas del orgullo, que se llamaron Christopher Street Day, por la calle en la que se encontraba el bar Stonewall, el outing, Act up (es ACT UP), etc. El movimiento LGBT también comenzó a integrarse en las estructuras políticas y sociales existentes; sindicatos, partidos políticos, grupos profesionales, etc. crearon grupos LGBT. La consecuencia es que, si en diciembre de 1980 había unos 148 grupos LGBT, en mayo de 1986 ya eran 416.
En 1983 el sida comenzó a captar la atención pública, entre otras razones, gracias al artículo Tödliche Seuche AIDS - die rätselhaft Krankheit («Epidemia mortal sida - la enfermedad misteriosa») publicada ese año por la revista Der Spiegel. Los primeros años, hasta 1987, estuvieron marcados por la discusión entre Peter Gauweiler, en la época funcionario del ayuntamiento de Múnich, del partido CSU, que abogaba por la creación de centros cerrados para enfermos de sida y la lucha contra la subcultura gay, y Rita Süssmuth, en la época ministra de salud, del CDU, que defendía una estrategia más liberal. Finalmente fue Süssmuth quien salió vencedora de la discusión y se siguió una estrategia de información y apoyo a los enfermos. Las asociaciones LGBT o de otro tipo que luchaban contra la enfermedad, obtuvieron a menudo subvenciones generosas del estado, dinero que permitió la profesionalización de los trabajadores de las asociaciones, un fenómeno nuevo dentro del movimiento LGBT.
La extensión de la enfermedad llevó a la creación de asociaciones locales y regionales de ayuda y apoyo, AIDS-Hilfe, que en 1985 eran unas 20. En 1989 estas asociaciones se agruparon en la federación Deutsche Aids-Hilfe, que se convertiría en una de las asociaciones más activas e influyentes dentro del movimiento LGBT, realizado cabildeo en las instituciones políticas y creando campañas publicitarias de información sobre el sida y los homosexuales. Durante estos años también aparece ACT UP en Alemania, que con sus acciones espectaculares llamaba la atención sobre el problema del sida. Por otra parte, los medios de comunicación, a causa de la aparición del sida, informaban y se interesaban por la homosexualidad como nunca habían hecho antes.

### Tras la Reunificación
Tras la Reunificación en 1990, el §175 volvió a ser aplicable —teóricamente— en los estados federados de la antigua República Democrática Alemana. En 1993, las tres grandes federaciones, Bundesverband Homosexualität, Schwulenverband Deutschland y Deutsche Aids-Hilfe, iniciaron de nuevo una campaña en contra del §175. El 31 de mayo de 1994, tras 123 años de validez, se deroga el §175, equiparando las edades de consentimiento sexual entre homosexuales y heterosexuales en 16 años.
Los movimientos homosexuales de ambas alemanias acabaron unificándose y el Lesben- und Schwulenverband in Deutschland e.V. (LSVD; Federación alemana de lesbianas y gais), surgida del SVD, acabaría convirtiéndose en la mayor organización LGBT de Alemania. Los principales temas de los que se ocuparon las asociaciones LGBT a finales del siglo XX fueron la discusión sobre el outing de famosos, la violencia contra los homosexuales y el matrimonio igualitario, siendo este último prácticamente el único que quedaba abierto hacia 1999. Las asociaciones y grupos del movimiento se han ido profesionalizando y especializando. En el siglo XXI el movimiento LGBT alemán ha incluido la lucha por los derechos del colectivo en otros países, como muestran la creación de la Fundación Hirschfeld Eddy y la colaboración con el movimiento LGBT polaco o ruso.

## Francia

### Front homosexuel d'action révolutionnaire
En Francia la primera gran acción del activismo homosexual se realizó a principios de 1971. El recientemente creado Front homosexuel d'action révolutionnaire (Frente homosexual de acción revolucionaria, FHAR), encabezado por Guy Hocquenghem uno de sus principales líderes, interrumpieron un programa de radio, conducido Ménie Grégoire, titulado: «La homosexualidad, este doloroso problema» el 10 de marzo de 1971. En un principio el FHAR estaba encabezado principalmente por lesbianas que venían del movimiento feminista, como la escritora Monique Wittig, pero en pocos meses se desequilibró la composición del grupo por el aumento del número de componentes masculinos. Entre las nuevas incorporaciones al grupo está el autor de Antología del anarquismo, Daniel Guérin, entre otros miembros influidos por las ideas de mayo del 68 que defendían la democracia directa y pretendían cambiar la realidad para ajustarla a sus ideales. 
Sin embargo la presencia cada vez mayor de hombres en el FHAR causó tensiones y diferencias de opinión respecto a los objetivos defendidos por las mujeres. Por lo que las lesbianas terminan separándose del grupo cuando Monique Wittig creó el grupo Gouines rouges que luego gradualmente se iría integrando en el Mouvement de libération des femmes (MLF).
A pesar de su breve existencia, solo tres años, el FHAR marcó el camino a seguir en el movimiento homosexual francés posterior.

### Groupes de libération homosexuelle
Poco después del final del FHAR en 1974, los activistas se reagrupan en el seno de un grupo llamado Grupo de Liberación Homosexual (GLH). Rápidamente se crean grupos del GLH en todas las principales ciudades francesas. Cada grupo era autónomo y desarrolla su propio eje ideológico. Esto originará numerosas disensiones entre los diferentes grupos. En París, estas disensiones provocaron en 1975 la ruptura del GLH-París en tres organizaciones distintas: el GLH-Politique et Quotidien, de orientación radical; el GLH-Groupes de Base, más reformista y el GLH-14XII (escindido el 14 de diciembre de 1975) que se definió como «libertario y antifeminista».

### Comité d'Urgence Anti-Répression Homosexuelle
Con el fin de traspasar las fracturas ideológicas existentes entre los grupos y tener una acción común contra las discriminaciones, maduró la idea de crear una estructura federativa. Este debate se efectuó durante de la primera Universidad de verano homosexual organizada por el GLH-Marseilla en verano de 1979, acordándose la creación del Comité de Urgencia Antirrepresión Homosexual  (CUARH). En el CUARH reunió al GLH, y grupos del movimiento lésbico como la MIEL, el Centro del Cristo Libertador del Pastor Joseph Doucé, el Grupo para la búsqueda de una infancia diferente, etc. El grupo Arcadie envió a un observador pero no llegó a asociarse. 
El CUARH principalmente se movilizó para conseguir la reforma del Código Penal y la derogación de sus disposiciones discriminatorias de los artículos 330 y 331. En este marco, el CUARH organizó una "marcha nacional" en París el 4 de abril de 1981, en vísperas de las elecciones presidenciales. Con 10 000 participantes, esta marcha se considera la primera verdadera marcha del orgullo gay francés. Las disposiciones discriminatorias fueron revocadas el 4 de agosto de 1982. 
Tras la derogación de los artículos discriminatorios el CUARH se disolvió, en 1987, y el movimiento homosexual francés se diversificó. Algunos grupos se concentraron en la igualdad de derechos civiles, como conseguir la unión civil, otros grupos se dedicaron a actividades de socialización de los homosexuales y otros empezaron a trabajar en la lucha contra la pandemia del Sida recientemente descubierta.

## Objetivos
Este movimiento tiene como principales objetivos:
- La abolición de la legislación que penaliza la homosexualidad en todo el mundo.
- Intentar lograr la concienciación acerca de los derechos que se les deben otorgar a las personas LGTB (iniciales de lésbico, gay, transgenéro y bisexual), y conseguir la equiparación de derechos con los heterosexuales.
- Tratar que se tenga una actitud más objetiva acerca de estas personas, es decir, erradicar de la sociedad prejuicios y actitudes tales como la homofobia y la transfobia.
- Que todo el mundo respete y los trate por igual a todos los que forman parte de la comunidad LGBT.

## Matrimonios y adopción gay
En el año 2001 el gobierno de los Países Bajos legalizó la unión conyugal de personas del mismo sexo, si bien con limitaciones. A este país siguieron Bélgica (2003), Massachusetts (Estados Unidos, 2004), España (2005) y Canadá (2005). En el año 2006 se aprobó también en Sudáfrica según dictamen judicial de diciembre de 2005. La ley española fue la primera del mundo en reconocer plenos derechos a los cónyuges del mismo sexo, lo que facilitó la supresión de las limitaciones excepcionales que figuraban en las leyes de otros países. Además, el Estado de Israel reconoce desde 2006 los matrimonios homosexuales contraídos en el extranjero.
El reconocimiento legal a las parejas del mismo sexo existía ya en varias comunidades autonómicas españolas, según las cuales se reconocía que dichas parejas contraían "uniones civiles" y no constituían matrimonio en sentido estricto. De corte similar son las leyes de países como Noruega, Suecia, Finlandia, Islandia, Israel, Dinamarca, Reino Unido, algunos estados estadounidenses (Vermont, por ejemplo), en Argentina las ciudades de Buenos Aires y Villa Carlos Paz y la provincia de Río Negro y en México en el estado de Coahuila y en la Ciudad de México con la llamada ley de sociedades de convivencia. Tales leyes regulan las uniones entre dos mujeres o entre dos hombres otorgándoles reconocimiento legal pero sin considerarlas matrimonio.
La adopción por parte de parejas homosexuales es un derecho reconocido en Bélgica, los Países Bajos, Suecia, Sudáfrica, España, Islandia, Reino Unido, Israel, Canadá, Argentina, Colombia y ciertos territorios de Estados Unidos. Dinamarca, Francia, Alemania y Noruega permiten la adopción del hijo del otro miembro de una pareja de hecho o unión civil.

## El presente y el futuro
La causa del movimiento gay continúa, ya que los derechos humanos siguen siendo violados en algunos países. En otros aún existe ignorancia sobre el movimiento y por ende la homofobia sigue latente. En algunos países el movimiento gay es completamente inexistente, dadas las circunstancias sociales y religiosas, principalmente en varios países de Medio Oriente y África.
Como reacción a este movimiento también se ha suscitado controversia por parte de algunos grupos religiosos que consideran la homosexualidad como algo «contra-natura» y en contra de los valores cristianos. Como fue el caso de grupos cristianos en Estados Unidos quienes lanzaron un boicot en contra de la empresa Ford Motor Company, por apoyar el movimiento gay.
Esto ocasiona desde que las personas no se sientan libres de expresar su sexualidad, e incluso en algunos países se tiene la pena de muerte como castigo judicial a personas homosexuales.

### Penas por homosexualidad
En algunas partes del mundo la homosexualidad no es legal y por ello se tienen distintas penas.

#### Pena de muerte
- Arabia Saudita, Yemen, Irán, Emiratos Árabes Unidos, Mauritania, Nigeria, Brunéi

#### Prisión o pena de muerte
- Mauritania, Pakistán.

#### Más de diez años de cárcel
- Bangladés, Barbados, Brunéi, Cabo Verde, Emiratos Árabes Unidos, Gambia, Granada, Guyana, Jamaica, Kiribati, Malasia, Maldivas, Islas Marshall, Mauricio, Nepal, Nigeria, Niue, Papúa Nueva Guinea, Kenia, Islas Salomón, Santa Lucía, Seychelles, Singapur, Sri Lanka, Tanzania, Tokelau, Tonga, Tuvalu, Uganda, Zambia.

#### Menos de diez años de cárcel
- Argelia, Benín, Birmania, Camerún, Islas Cook, Etiopía, Ghana, Guinea, Kuwait, Liberia, Libia, Líbano, Malaui, Marruecos, Mozambique, Namibia, Nauru, Omán, Catar, Samoa, Senegal, Sierra Leona, Siria, Somalia, Suazilandia, Togo, Túnez, Uzbekistán, Zimbabue.

#### Pena física
- Arabia Saudita, Brunéi, Irán, Fiyi, Malasia, Pakistán, Sudán.